# Junction City (Géorgie)
Pour les articles homonymes, voir Junction City.
Junction City est une ville américaine située dans le comté de Talbot, en Géorgie. Selon le recensement de 2020, sa population est de 138 habitants.